# Titre ancestral

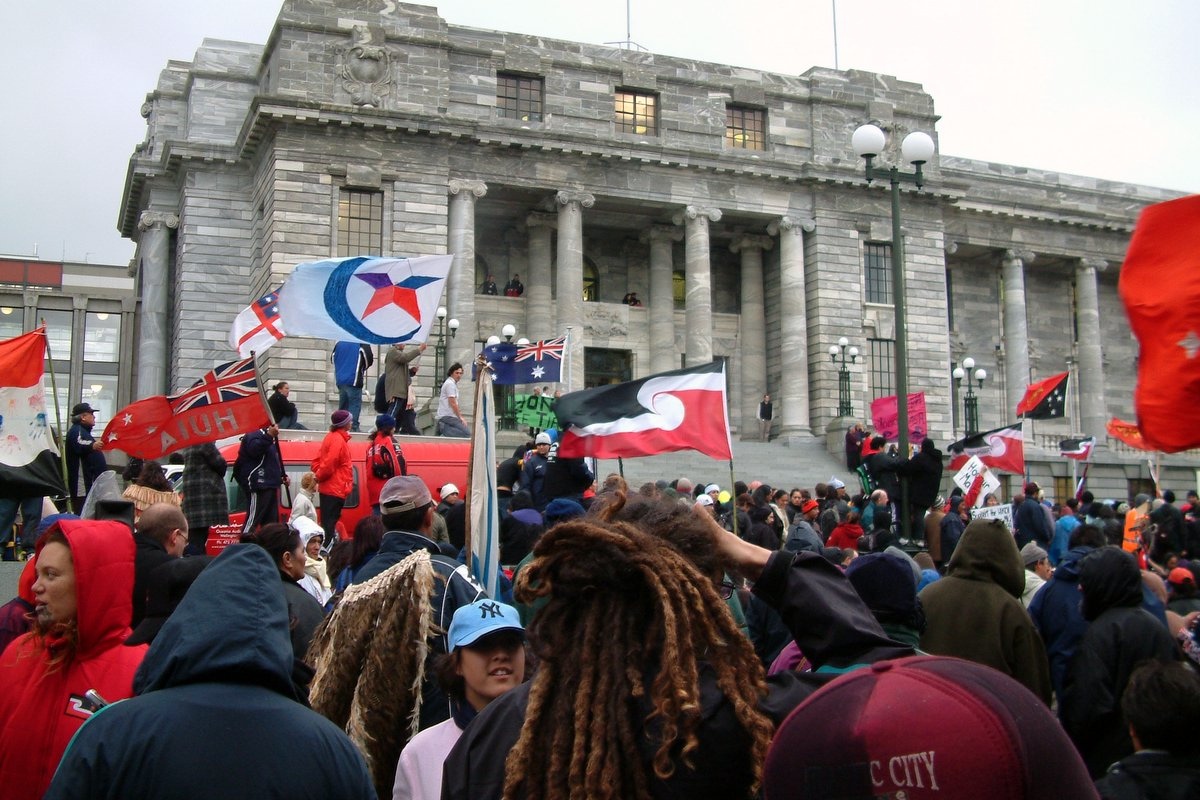
Manifestation en 2004 contre le "Foreshore and Seabed Act", qui abroge le titre ancestral concernant l'estran et les fonds marins en Nouvelle-Zélande.

Un titre ancestral est un titre que certains peuples autochtones possèdent parce qu'ils occupent et utilisent depuis longtemps les terres de leurs ancêtres. Les droits de ces peuples de chasser, de piéger et de pêcher sur les territoires de leurs ancêtres sont des exemples de droits ancestraux. Ces droits varient d'un groupe autochtone à l'autre selon leurs coutumes, leurs pratiques et leurs traditions.
On distingue en particulier les titres ancestraux, officialisés par les systèmes de droits fonciers d'anciennes colonies, de la notion de domaines ancestraux ou territoires ancestraux, se référant plutôt au droit de vivre sur une terre en vertu d'une ancestralité revendiquée et d'aspects culturels ou spirituels.

## Aspects juridiques
Le titre ancestral est une doctrine de Common law selon laquelle les droits fonciers des peuples autochtones à la tenure coutumière persistent après l'accession à la souveraineté dans le contexte du colonialisme de peuplement. Les exigences pour la reconnaissance du titre aborigène, le contenu du titre aborigène, la durée et les conditions du titre aborigène et la disponibilité d'une indemnisation en cas d'arrivée à terme varient considérablement selon la juridiction. Presque toutes les juridictions conviennent que le titre aborigène est inaliénable et qu'il peut être détenu individuellement ou collectivement. Le titre aborigène est également appelé titre indigène, titre natif (en Australie), titre indien original (aux États-Unis) et titre coutumier (en Nouvelle-Zélande). 
La jurisprudence relative aux titres aborigènes est liée aux droits autochtones, influençant et influencée par des questions non foncières, par exemple si le gouvernement a une obligation fiduciaire envers les peuples autochtones. Alors que la doctrine jurisprudentielle découle du droit international coutumier, elle a été codifiée au niveau national par la législation, les traités et les constitutions. Le titre aborigène a été reconnu pour la première fois au début du XIXe siècle, dans des décisions auxquelles les peuples autochtones n'étaient pas partie. D'importants litiges relatifs aux titres aborigènes ayant abouti à des victoires pour les peuples autochtones ont émergé. La majorité des affaires judiciaires ont été portées devant les tribunaux en Australie, au Canada, en Malaisie, en Nouvelle-Zélande et aux États-Unis. Le titre aborigène est un domaine important de droit comparé, de nombreux cas étant cités comme faisant autorité dans toutes les juridictions. Les droits fonciers autochtones légiférés découlent souvent de la reconnaissance du titre autochtone. 

## Canada
Les titres ancestraux des autochtones canadiens sont protégés en vertu de l'article 35 de la Loi constitutionnelle de 1982. 
Dans certaines régions du Canada, les revendications des Autochtones concernant leurs titres ancestraux n'ont pas été définis par des traités ou par d'autres ententes juridiques. Dans la presque totalité de la Colombie-Britannique, du Yukon, du Nunavut et dans certaines parties du Québec et de Terre-Neuve-et-Labrador, il n'y a pas eu de traités conclus entre le gouvernement et les Autochtones qui y habitaient. Pour régler cette question et d'autres revendications relativement aux titres ancestraux, une démarche de règlement des revendications territoriales a été démarrée en 1973.

## Référence
1. ↑  Article sur les droits ancestraux sur le site du gouvernement du Canada